# Лудонка (приток Омуги)
Лудонка — река в России, протекает по Псковской области. Устье реки находится в 5 км по левому берегу реки Омуги. Длина реки составляет 19 км, площадь водосборного бассейна 82,3 км².

## Данные водного реестра
По данным государственного водного реестра России относится к Балтийскому бассейновому округу, водохозяйственный участок реки — Нарва. Относится к речному бассейну реки Нарва (российская часть бассейна).
Код объекта в государственном водном реестре — 01030000412102000026734.